# Wolfgang Braun (Politiker)

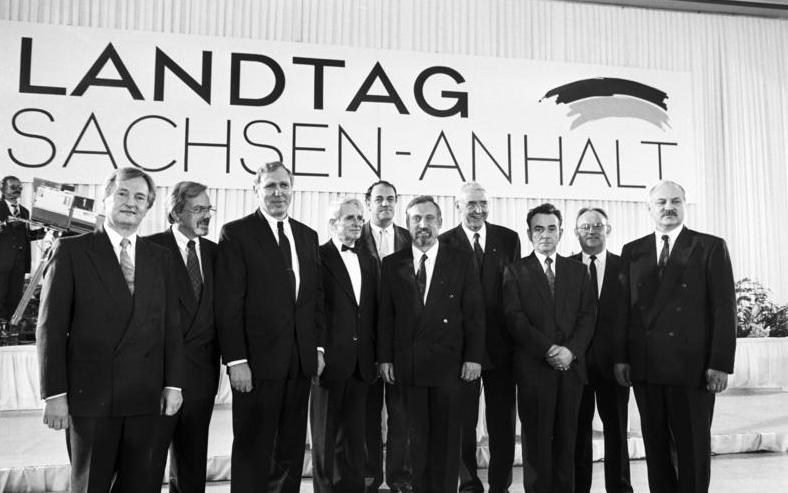
Wolfgang Braun (dritter von rechts) 1990

Wolfgang Braun (* 27. Juli 1939 in Magdeburg; † 19. Mai 2016 ebenda) war ein deutscher Jurist und Politiker (CDU, DSU).

## Leben
Wolfgang Braun besuchte die Grundschule in Magdeburg und erlangte die mittlere Reife. 1964 bis 1968 studierte er Ökonomie an der Fachschule für Binnenhandel in Dresden. 1974 bis 1978 studierte er an der Humboldt-Universität Berlin und der Martin-Luther-Universität Halle und beendete das Studium als Diplom-Jurist. Ab 1987 arbeitete er als Justitiar für den VEB Altstoffhandel und war später in gleicher Funktion für die Großhandelsgesellschaft Magdeburg-Südost-Fermersleben tätig.
Wolfgang Braun war evangelischen Glaubens, verheiratet und hatte ein Kind.

## Politik
Er trat 1961 in die Ost-CDU ein. 1967 schied er aus der Partei aus, trat aber 1984 erneut ein. Er war 1987 bis 1989 stellvertretender CDU-Stadtvorsitzender in Magdeburg und seit Februar 1990 stellvertretender Landesvorsitzender der CDU Sachsen-Anhalt.
Mit der ersten freien Volkskammerwahl 1990 wurde er für den Wahlkreis 10 (Magdeburg) als Abgeordneter der Volkskammer gewählt und bekleidete im gleichen Jahr das Amt des Regierungsbevollmächtigten für den Bezirk Magdeburg.
Am 2. November 1990 wurde er als Innenminister in die von Ministerpräsident Gerd Gies geführte Regierung des Landes Sachsen-Anhalt berufen. Fünf Tage später rückte er für den ausgeschiedenen Abgeordneten Peter Renger in den Landtag von Sachsen-Anhalt nach. Während seiner Amtszeit beschäftigte er sich vor allem mit dem Neuaufbau des Ministeriums. In der Folgezeit geriet er jedoch aufgrund seiner undurchschaubaren Personalpolitik im Bereich der Landespolizei und mangelnden Sicherheitsvorkehrungen nach den Eierwürfen auf den damaligen Bundeskanzler Helmut Kohl in die Kritik der eigenen Fraktion.
Nachdem gegen Braun Vorwürfe erhoben worden waren, er habe früher als Inoffizieller Mitarbeiter (IM) für die Abteilung K I der Kriminalpolizei Magdeburg gearbeitet, trat er am 4. Juli 1991 gemeinsam mit dem Ministerpräsidenten zurück. Anschließend wurde er Leiter eines Sicherheitsunternehmens. Er wechselte 1992 zur DSU über und blieb noch bis 1994 fraktionsloser Landtagsabgeordneter. Er war Ehrenvorsitzender der Schutzgemeinschaft Deutscher Wald, Landesverband Sachsen-Anhalt.